# Partito Operaio Belga
Il Partito Operaio Belga o Partito Belga dei Lavoratori (in olandese: Belgische Werkliedenpartij, BWP, in francese: Parti Ouvrier Belge, POB) è stato il primo grande partito politico socialista in Belgio. Fondato nel 1885 da un centinaio di delegati rappresentanti dei sindacati, delle sezioni di un "partito socialista" nato nel 1879, e delle società di mutuo soccorso e cooperative. Il partito fu ufficialmente sciolto nel 1940 e sostituito dal Partito Socialista Belga nel 1945.

## Storia

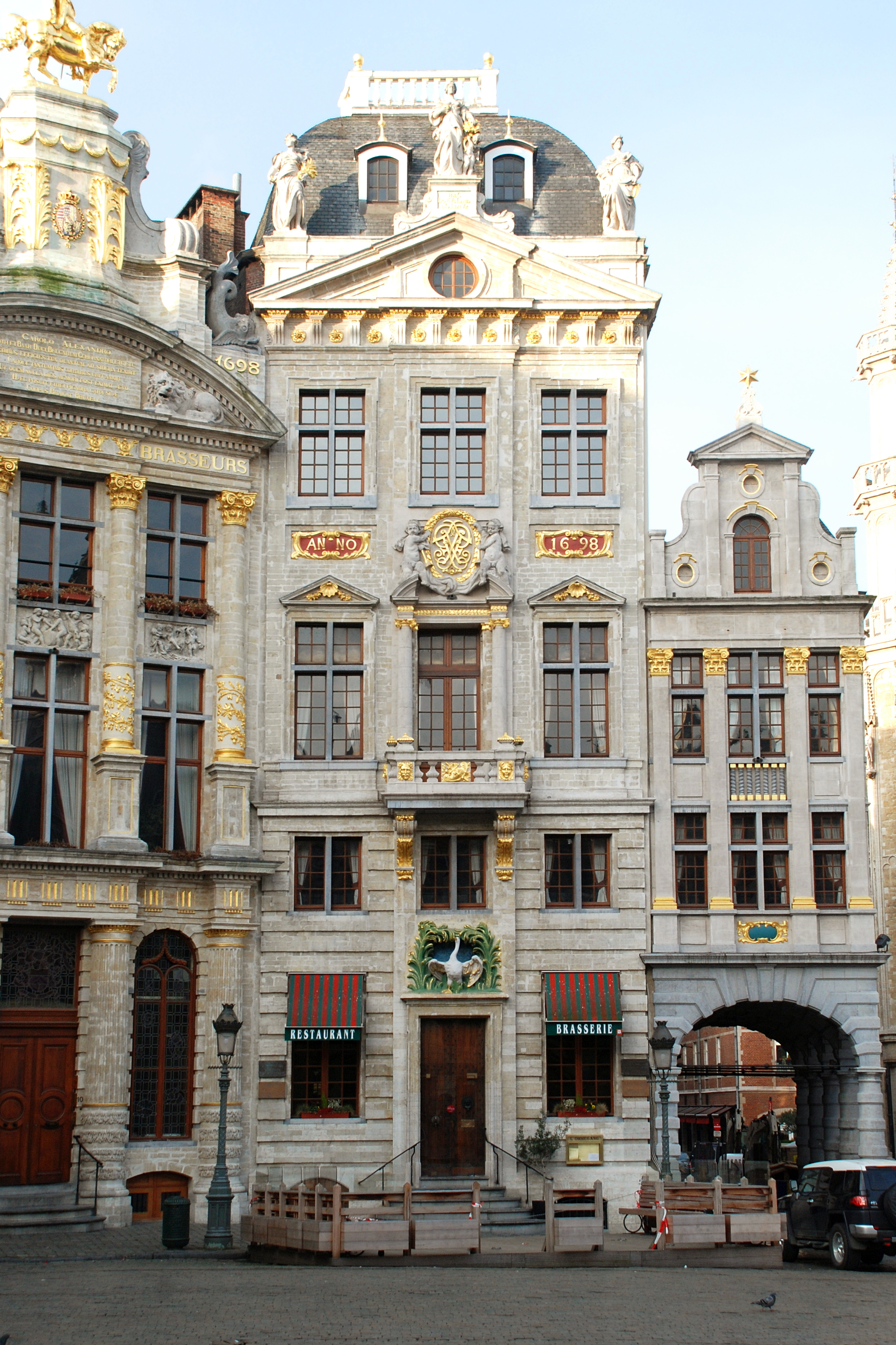
De Zwaan café di Bruxelles, dove il POB-BWP è stato fondato nel 1885.

Nell'aprile 1885, si svolse un incontro di 112 lavoratori in una stanza del caffè De Zwaan sulla Grand Place di Bruxelles, nello stesso luogo in cui si era riunita la Prima Internazionale, e dove Karl Marx aveva scritto il Manifesto del Partito Comunista. In questa riunione è stato creato il Partito Laburista Belga (POB o BWP). Diversi gruppi erano stati rappresentati a questo incontro, tra cui il BSP di Edward Anseele. I membri erano principalmente artigiani e non lavoratori di centri industriali (ad eccezione di Gand). Nel redigere un programma per il nuovo partito, si temeva che un programma radicale avrebbe dissuaso i lavoratori. Su questa base si decise che la parola socialismo non sarebbe stata menzionata nel nome del partito, un punto di vista che fu anche difeso da Cesar De Paepe (1841-1890).
La Carta di Quaregnon (situata in questo comune e non a Mons a causa della "fusillade di Mons" della Garde Civique), del 1894 fornì la base dottrinale per i socialisti belgi dal 1894 al 1979. Prima del 1919, il sistema distrettuale nelle elezioni belghe rese impossibile che il partito laburista ottenesse seggi parlamentari nelle Fiandre, e il leader socialista di Gand, Edward Anseele, venne eletto a Liegi. Dopo il 1919, il suffragio universale maschile e la rappresentanza proporzionale hanno notevolmente rafforzato la forza parlamentare del partito portandolo a partecipare in diversi governi.
Nelle elezioni del 1919, il partito operaio belga ottenne il 36,6% dei voti e aumentò la rappresentanza parlamentare da 26 a 70 seggi. Questo fu sufficiente a negare al Partito cattolico la maggioranza di cui godeva dal 1884, che ha portato il Partito cattolico a formare una coalizione con i Laburisti, formando un gabinetto che conteneva membri del Labour. Il partito operaio belga ha colto questa occasione per chiedere e far approvare riforme come l'abrogazione di una legge che proibiva il picchettaggio, una giornata lavorativa di otto ore, pensioni di vecchiaia, tasse di successione e un'imposta graduata sul reddito. 
Il partito era membro dell'Internazionale operaia socialista tra il 1923 e il 1940.
Dopo la seconda guerra mondiale, la maggior parte dei funzionari del BWP/POB si unirono per fondare il Partito Socialista Belga.

## Membri notevoli
- Edward Anseele
- Camille Huysmans
- Henri de Man
- Jules Destrée
- Paul-Henri Spaak, uno dei padri fondatori dell'Unione europea
- Emile Vandervelde
- August Vermeylen
- Émile Chapelier